# Șklîn, Horohiv
Șklîn (în ucraineană Шклинь) este localitatea de reședință a comunei Șklîn din raionul Horohiv, regiunea Volînia, Ucraina.

## Demografie
Componența lingvistică a localității Șklîn
     Ucraineană (99,53%)
     Alte limbi (0,48%)
Conform recensământului din 2001, majoritatea populației localității Șklîn era vorbitoare de ucraineană (99,53%), existând în minoritate și vorbitori de alte limbi.